# John Wetton
John Kenneth Wetton (Willington, Derby, 12 de junho de 1949 – 31 de janeiro de 2017) foi um vocalista, baixista e guitarrista britânico.
Apesar de ter nascido em Derby, Wetton cresceu em Bournemouth, no condado de Dorset.
Foi músico profissional desde o fim da década de 1960, sendo membro de grupos como Mogul Trash, Renaissance 1971/72, Phenomena, Family, King Crimson (trabalhando ao lado do amigo de infância Robert Fripp), Roxy Music, Uriah Heep, UK, Asia e Wishbone Ash. Wetton trabalhou solo desde sua segunda saída do Asia, em 1992.
Wetton inicialmente era conhecido pelo seu som potente de baixo e suas habilidades de improvisação (vistas claramente em discos ao vivo do King Crimson como o box-set The Great Deceiver), mas desde a década de 1980, seus trabalhos seguem uma linha mais comercial. Nesses tempos, ele se concentrava menos no baixo, dando mais favoritismo a seu lado cantor/compositor, que frequentemente usava guitarra acústica e piano.
Em sua carreira destacam-se os discos Larks' Tongues in Aspic (1973), do King Crimson e os discos de estreia (e homónimos) dos grupos UK, de 1978, e Asia, de 1982, sendo este último o mais vendido de toda a sua carreira.[carece de fontes?]
Wetton enfrentou problemas com alcoolismo. Aparentemente, ele obteve sucesso, e voltou ao Asia no verão de 2006 com a formação original. Em 2015 Wetton passou por uma cirurgia para remoção de um câncer.
Morreu em 31 de janeiro de 2017, depois de uma longa batalha contra o câncer de cólon.

## Discografia solo

### Álbuns
- Caught in the Crossfire, 1980, E'G/Polydor Records
- King's Road, 1972-1980, 1987, E'G/Virgin Records
- One World (com Phil Manzanera), 1987, Geffen Records
- Battle Lines, 1994, Eclipse Records
- Chasing the Dragon (ao vivo), 1995, Eclipse Records
- Akustika (ao vivo), 1996, Blueprint Records
- Arkangel, 1997, Eagle Records
- Chasing the Deer (trilha sonora), 1998, Blueprint Records
- Hazy Money Live in New York, 1998, Blueprint Records
- Live in Tokyo, 1998, Blueprint Records
- Monkey Business (com Richard Palmer-James), 1998, Blueprint Records
- Sub Rosa Live in Japan, 1998, Blueprint Records
- Nomansland Live in Poland, 1999, Giant Electric Pea Records
- Welcome to Heaven, 2000, Avalon Records
- Sinister, 2001, Giant Electric Pea Records
- Live in Argentina, 2002, Blueprint Records
- Live in Stockholm 1998, 2003, Blueprint Records
- Rock of Faith, 2003, Giant Electric Pea Records
- Live in Osaka, 2003, Blueprint Records
- From the Underworld, 2003, Classic Rock Legends
- One Way or Another (com Ken Hensley), 2003, Classic Rock Legends
- Amata, 2004, Metal Mind Records
- Icon (com Geoff Downes), 2005, Melodic Symphony/Frontiers Records/UMe Digital (US)

### EPs
- Heat of the Moment '05 (com Geoff Downes), 2005, Frontiers Records